# Carex appendiculata
Carex appendiculata är en halvgräsart som först beskrevs av Ernst Rudolf von Trautvetter och Carl Anton von Meyer, och fick sitt nu gällande namn av Georg Kükenthal. Carex appendiculata ingår i släktet starrar, och familjen halvgräs.

## Underarter
Arten delas in i följande underarter:
- C. a. appendiculata
- C. a. sacculiformis